# Беюшеле
Беюшеле (рум. Beiușele) — село у повіті Біхор в Румунії. Входить до складу комуни Курецеле.
Село розташоване на відстані 380 км на північний захід від Бухареста, 56 км на південний схід від Ораді, 87 км на захід від Клуж-Напоки, 142 км на північний схід від Тімішоари.

## Населення
За даними перепису населення 2002 року у селі проживали 486 осіб, усі — румуни. Усі жителі села рідною мовою назвали румунську.